# Ursula Wyss
Pour les articles homonymes, voir Wyss.
Ursula Wyss, née le 8 février 1973 à Davos (originaire de Buchholterberg et Köniz), est une personnalité politique suisse du canton de Berne, membre du Parti socialiste suisse.

## Biographie
En 1992, Ursula Wyss obtient une maturité du gymnase Numa Droz de Neuchâtel. Après quoi, elle étudie l'économie publique et l'écologie à l'université de Berne, l'université Strathclyde de Glasgow et l'université technique de Berlin. En 1997, elle devient titulaire d'une licence à Berne. En 2006, elle obtient le titre de docteur en économie (Dr.rer.oec.). Après avoir occupé un poste au bureau d'étude du travail et de la politique sociale (Büro BASS), elle travaille pour le WWF suisse et à l'institut d'économie publique de l'université de Berne.

## Parcours politique
Ursula Wyss adhère au Parti socialiste en 1989.[réf. nécessaire]

### Mandats
Elle est élue au Grand Conseil du canton de Berne de 1997 à 1999, puis au Conseil national aux élections de 1999. 
De 2004 à 2006, elle est vice-présidente de son parti et présidente du group socialiste aux Chambres de 2006 à 2012. Elle est membre des commissions pour l'écologie, l'aménagement et l'énergie, des finances ainsi que du bureau du Conseil national. 
Elle est considérée comme une instigatrice de la non-réélection de Christoph Blocher au Conseil fédéral en 2007,.
Le 6 mars 2011, elle est candidate à l'élection complémentaire au Conseil des États pour le canton de Berne, remportée par Adrian Amstutz (Union démocratique du centre). Elle obtint 49,4 % des voix.
Le 25 novembre 2012, elle est élue au Conseil municipal (exécutif) de Berne. Elle est la mieux élue de tous les candidats à cette élection avec 21 318 voix,. À la suite de cette élection, elle décide de se retirer du Conseil national pour se consacrer à sa nouvelle fonction à l'exécutif de la ville de Berne (directrice des travaux publics). Elle sera remplacée par la députée au Grand Conseil du canton de Berne Nadine Masshardt lors de la session de printemps 2013.
Le 15 janvier 2017, elle est battue au second tour par Alec von Graffenried lors de l'élection du maire de la ville de Berne.
Elle décide de ne pas se présenter à sa réélection au Conseil municipal de Berne pour 2020. D'anciens collègues au Conseil municipal (dont le libéral-radical Alexander Schmidt) considèrent que Wyss a voulu, lors de son mandat à l'exécutif citadin bernois, changer beaucoup de choses à un rythme effréné (« Ursula Wyss wollte in ihrer Amtszeit mit Siebenmeilenstiefeln möglichst viel umkrempeln », « Ursula Wyss voulait chambouler le plus possible avec des bottes de sept lieues »).

### Positions politiques
En 2001, elle s'engage dans la campagne en faveur de l'initiative populaire « Oui à l'Europe ! » pour que la Suisse adhère à l'Union européenne.
En 2008, elle se positionne en faveur de l'initiative populaire sur le cannabis.

## Vie privée
Elle se marie à l'âge de 19 ans, mais divorce, et vit depuis au moins 2011 avec Thomas Christen. Elle a deux enfants.

## Sources
- (de) Cet article est partiellement ou en totalité issu de l’article de Wikipédia en allemand intitulé « Ursula Wyss » (voir la liste des auteurs).